# کریستال پالاس، لندن
longitudeکریستال پالاس، لندنlatitudeکریستال پالاس، لندن
کریستال پالاس، لندن (به انگلیسی: Crystal Palace) یک ناحیه در لندن است که در منطقه سات‌ارک لندن واقع شده‌است.